# Cabo Rybachiy
El cabo Rybachiy es un cabo de hasta 80 m de altura en la costa de Ingrid-Christensen de la Tierra de la Princesa Isabel del Ártico oriental. Está situada en la costa sudoriental de la bahía de Prydz, a 2,25 km al este del extremo oriental de la isla de Ranvik, en las islas Rauer.
Los científicos de una expedición antártica soviética la cartografiaron y le dieron nombre en 1956 y el Comité de Nombres de la Antártida de Australia tradujo el nombre al inglés en 1991.